# Gino Rossi
Gino Rossi (født 29. maj 1908, død 1987) var en italiensk bokser, som deltog i de olympiske lege 1932 i Los Angeles.
Rossi stillede op i letsværvægt ved OL 1932. Han vandt først over en græsk bokser, hvorpå han i semifinalen vandt uden kamp over ireren Jim Murphy. I finalen tabte han til sydafrikanske David Carstens, der havde vundet over danske Peter Jørgensen i semifinalen. Dermed blev medaljefordelingen, at Carstens fik guld, Rossi sølv og Jørgensen bronze.
Rossi var også professionel, men havde ikke større succes.